# Угстгест

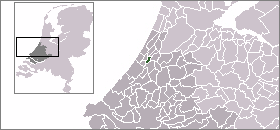
Расположение общины Угсгест на карте Нидерландов

Угстге́ст (нидерл. Oegstgeest, МФА: [uχs(t)ˈχeːst]) — община в Нидерландах.
Община Угстгест находится в западной части Нидерландов, в провинции Южная Голландия. Пригород города Лейден, который находится юго-восточнее городка Угстгест и который можно достичь пешком приблизительно за 30 минут. Население общины — 22.576 человек (на начало 2009 года). Площадь её составляет 7,75 км².
Община известна также тем, что здесь находится крупная психиатрическая клиника.

## Персоналии
- В Угстгесте родился известный нидерландский писатель Ян Волкерс.
- Полак, Карел (1909—1981) — нидерландский политик, государственный деятель, министр юстиции Нидерландов (1967—1971). Юрист, правовед.